# Победител (филм)
„Победител“ (на английски: Everyone's Hero) е американски компютърно-анимирана спортна комедия от 2006 г., режисиран от Колин Брейди, Кристофър Рийв и Даниел Сен Пиер. С участието на гласовете на Джейк Т. Остин, Роб Райнър, Уилям Х. Мейси, Брайън Денехи, Рейвън-Симоне, Робърт Уагнър, Ричард Кинд, Джо Торе, Дейна Рийв, Манди Патинкин, Форест Уитакър, Упи Голдбърг и Робин Уилямс, филмът е продуциран от IDT Entertainment в Торонто с части, възложени на Reel FX Creative Studios. Разпространен от 20th Century Fox.

## Актьорски състав
| Роля             | Изпълнител     |
| ---------------- | -------------- |
| Янки Ървинг      | Джейк Т. Остин |
| Наполеонов кръст | Робин Уилямс   |
| Бейб Рут         | Брайън Денехи  |
| Марти Брустър    | Рейвън-Симоне  |
| Стенли Ървинг    | Манди Патинкин |
| Лони Брустър     | Форест Уитакър |
| Емили Ървинг     | Дейна Рийв     |